# 1663
1663 (MDCLXIII) je bilo navadno leto, ki se je po gregorijanskem koledarju začelo na ponedeljek, po 10 dni počasnejšem julijanskem koledarju pa na četrtek.

## Dogodki
- Turki preko Transilvanije vdrejo in oplenijo Avstrijo in Ogrsko.

## Rojstva
- 31. avgust - Guillaume Amontons, francoski fizik, izumitelj († 1705)

## Smrti
- 28. december - Francesco Maria Grimaldi, italijanski fizik, astronom, matematik (* 1618)